# Edith Ainge
Edith Ainge (1873-1948) fue una sufragista estadounidense, y una Centinela Silenciosa. Ainge se unió al Partido Nacional de la Mujer NWP liderado por Alice Paul, con el objetivo de conseguir que la Decimonovena Enmienda a la Constitución de los Estados Unidos fuera ratificada (fue ratificada en 1920). Ainge fue arrestada aproximadamente cinco veces desde septiembre de 1917 hasta enero de 1919 por «asamblea ilegal» en las protestas del NWP, y finalmente pasó a ser tesorera del NWP.

## Sufragio en Nueva York
Ainge trabajó para el movimiento para obtener el sufragio en el estado de Nueva York en 1915. Ella encabezó la participación en el evento La Antorcha de la Libertad donde sufragistas de Nueva York, Nueva Jersey y Pensilvania organizaron eventos para reunir más participación y conciencia sobre la causa, y para recaudar fondos para el movimiento sufragista y para las manifestaciones políticas.

## Noche de terror

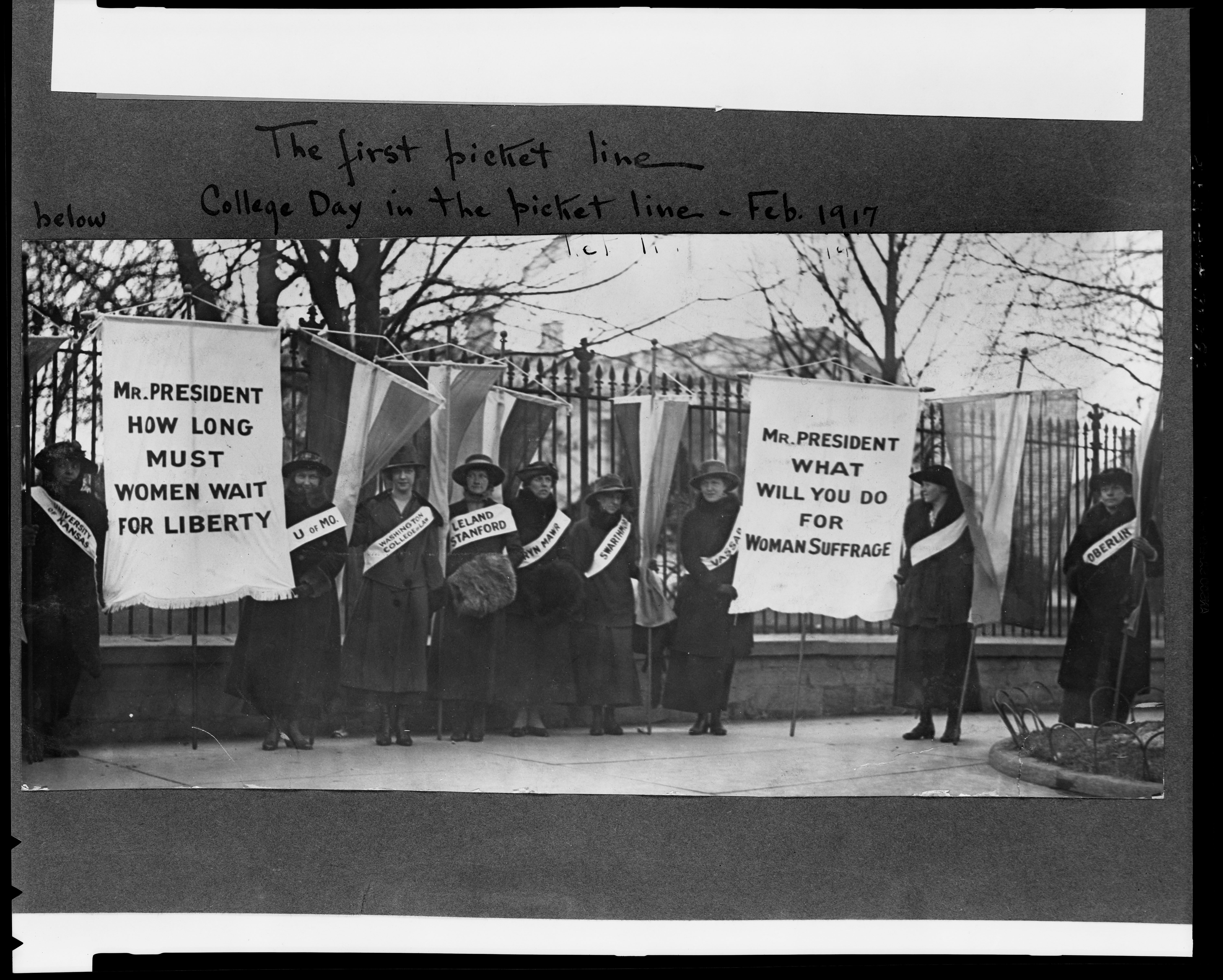
Las Centinelas Silenciosas haciendo piquetes en la Casa Blanca.

Después de su trabajo en el Sufragio del Estado de Nueva York, Ainge se mudó a Nueva York para luchar por el derecho al voto de las mujeres a nivel nacional. El 10 de noviembre de 1917 las sufragistas Edith Ainge y Eleanor Calnan fueron dos de las treinta y tres personas arrestadas después de estacionarse en protesta frente a la Casa Blanca en Washington D. C.. La protesta fue pacífica, y 68 sufragistas se manifestaron por la aprobación de la Decimonovena Enmienda a la Constitución de los Estados Unidos. Ainge y Calnan llevaban un letrero que decía: «¿Cuánto tiempo se le debe negar a la mujer una voz en un gobierno que está reclutando a sus hijos?» Ainge y otras sufragistas fueron condenadas a 60 días de cárcel en el asilo Occoquan en Lorton (Virginia) por «asamblea ilegal». A Ainge se le dio confinamiento solitario, muchos de las arrestadas fueron torturadas, y el evento ha sido llamado la «Noche de Terror».

## Detención de 1918
Fue arrestada de nuevo por manifestarse en la plaza de Lafayette el 15 de agosto de 1918.

## Demostración de fuego, 1919
En las manifestaciones de Watch Fire, en la plaza Lafayette, miembros del NWP quemaron copias de los discursos del presidente Woodrow Wilson en urnas. Ainge fue la primera en encender su urna. Las mujeres, incluyendo a Ainge, fueron arrestadas de nuevo.

## Vida personal
Ainge nació en Inglaterra y emigró a los Estados Unidos de niña en 1884. Sus padres William y Susan Ainge tuvieron un total de diez hijos.